# Estrada de Ferro Minas e Rio
A Estrada de Ferro Minas e Rio foi uma companhia ferroviária brasileira. Permaneceu em atividade de 22 de junho de 1884 até 1910, quando foi incorporada à Rede Sul Mineira (RSM).

## História

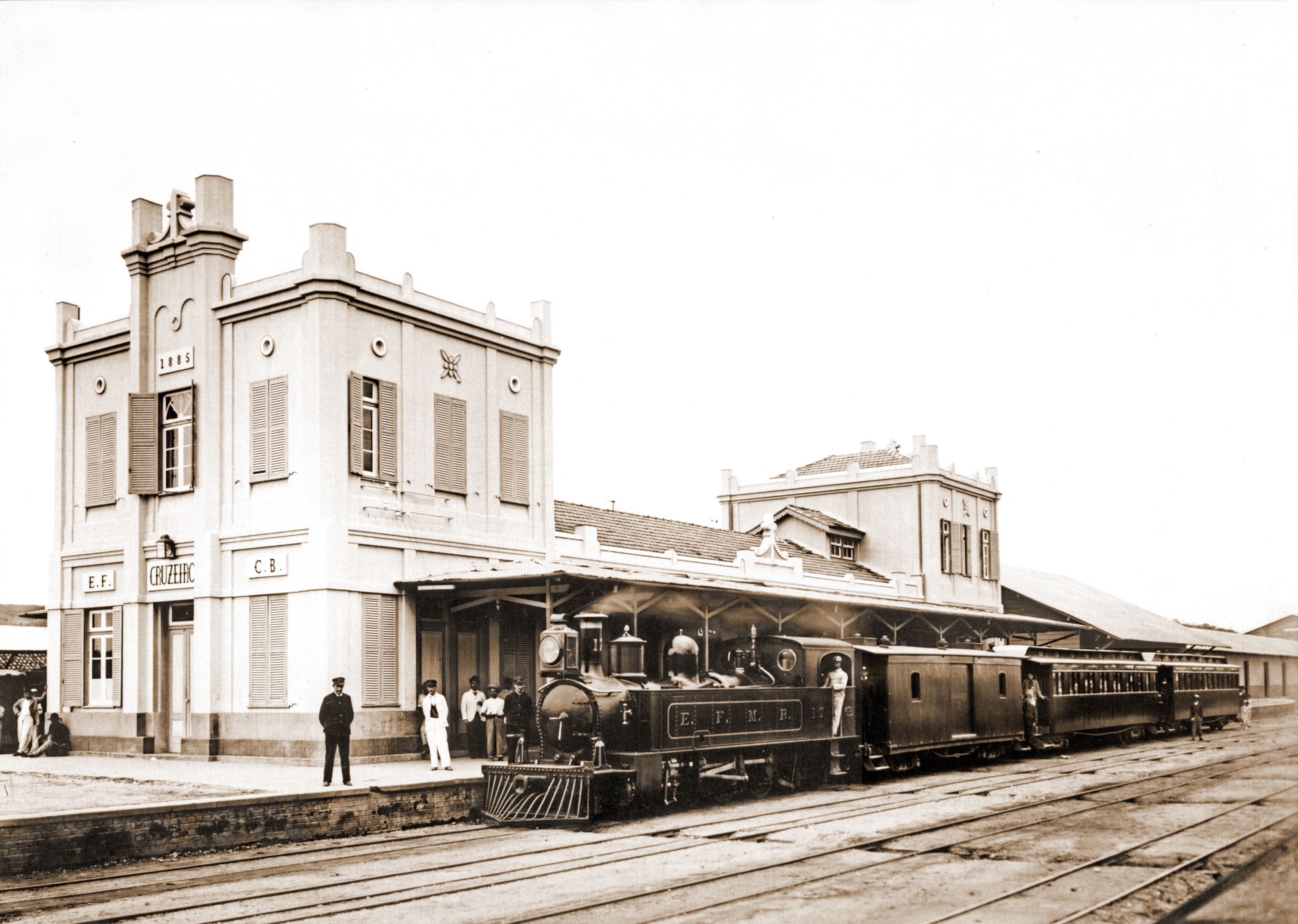
Estação de Cruzeiro em 1895. Foto: Marc Ferrez

A Estrada de Ferro Minas e Rio se originou de uma concessão realizada em 1875 pelo Governo Imperial em favor de José Vieira Couto de Magalhães e do Visconde de Mauá, com a denominação de Estrada de Ferro Rio Verde. 
Em 28 de Agosto do mesmo ano, os engenheiros Raimundo Teixeira Belfort Roxo e José Wirth começaram uma exploração criteriosa em vários pontos da serra da Mantiqueira tentando achar um ponto mais baixo daquela muralha, como o contratado dizia que a nova ferrovia deveria partir de alguma estação da Estrada de ferro de D. Pedro II, o melhor ponto encontrado pelos engenheiros foi na Estação de Lavrinhas.
Em Londres, a 24 de Abril de 1880 organizou-se uma companhia com o nome The Minas and Rio Railway, com o fim de construir a estrada. Para que essa Companhia pudesse funcionar no Brasil, o Governo Imperial deu a respectiva autorização, pelo Decreto n. 7.734, de 21 de Junho de 1880.
Em 21 de Abril de 1881, tiveram começo os trabalhos de construção, realizados pela empresa inglesa Waring Brothers tendo sido em 3 de Maio, aprovada uma modificação no traçado da linha nos seis primeiros quilômetros (distância que hoje corresponde ao trecho de Lavrinhas (São Paulo) a Cruzeiro.
Em 25 de Junho de 1882 Marc Ferrez, fotografou a família imperial, com sua comitiva na boca do Túnel ainda em construção, um verdadeiro documento da construção da Minas and Rio Railway.  Em Março de 1883, quando as linhas não estavam concluídas, foi inaugurado o Túnel da Mantiqueira.
A construção da estrada findou em 1884. No dia 22 de junho desse ano foi ela aberta ao tráfego desde Cruzeiro até Três Corações do Rio Verde, com extensão de 170 km.
Em 1902, a inglesa The Minas and Rio Railway devolve a concessão ao Governo Federal que é repassada a administração de um grupo nacional em seguida.
Em 1908, a Estrada de Ferro Minas e Rio incorpora a Estrada de Ferro Muzambinho e em 1910 é incorporada pela Viação Férrea Sapucaí, formando Companhia de Estradas de Ferro Federais Brasileiras Rêde Sul Mineira.

## Inauguração da Ferrovia
A construção da estrada terminou em 1884 e no dia 14 de Junho desse ano, partiu o trem de Três Corações sentido ao Povoado da Estação (atual cidade de Cruzeiro) onde os engenheiros Burnier e Alvim,examinaram toda a extensão da obra para o ato de inauguração. O trecho percorrido de Cruzeiro até Três Corações, é de 170 quilômetros.
O trem inaugural partiu do Povoado da Estação do Cruzeiro ás 12:00hs no dia 22 de Junho e foi guiado por Tomás Morton até Passa Quatro, deste ponto a Três Corações foi levado por Henrique Turner e foguista Manuel Senguem, ambos de nacionalidade inglesa.
Atrelada a composição que levava a figura insinuante de D. Pedro II, a locomotiva nº 7, denominada “Couto de Magalhães”, vencia os espaços, toda ornamentada de flores, reluzente nos seus metais polidos e na faceirice de sua pintura nova.
O trem inaugural era composto por sete carros, lotados de passageiros, fazendo o percurso de Passa Quatro a Três Corações (135kms) em duas horas e trinta e cinco minutos. Sem dúvida, foi um recorde para aqueles tempos, pois isto significa uma velocidade média de 52km/h.
O trem inaugural parou apenas duas vezes em todo o seu percurso de Passa Quatro a Três Corações: em Carmo, para abastecimento de água, lubrificação, renovação do fogo e ainda para receber o então Barão de Monte Verde e em Contendas, para receber o Barão de Contendas.
A locomotiva “Buarque de Macedo” nº8, escoteira, precedendo de 10 minutos o trem inaugural, foi incumbida de patrulhar a linha, sendo conduzida pelo maquinista inglês Charles Beek. O horário foi religiosamente cumprido e ao saltar da sua locomotiva, o maquinista foi honrado com um abraço de D. Pedro II.

## Características Técnicas
- Bitola: 1 m
- Declividade Máxima: 3%
- Raio mínimo de curvas: 80 m
- Altura máxima dos cortes (época da construção): 26 m
- Altura máxima dos aterros: 49 m
- Túneis:
  - 1 no km 5, com 16,50 m de comprimento
  - 1 no km 13, com 22,00 m de comprimento
  - 1 no km 19, com 43,00 m de comprimento
  - 1 no km 20, com 37,50 m de comprimento
  - 1 no km 21, com 19,00 m de comprimento
  - 1 no km 23/24, com 997 m de comprimento (Túnel da Mantiqueira)
- Viaduto:  1 no km 20, com 3 vãos, sendo um de 12 m e dois de 8 m, superestrutura metálica, popularmente conhecida por “Ponte Seca”.

## Remanescentes
Dos 170 km da ferrovia original, apenas 20 km continuam em operação, sob a guarda da Regional Sul de Minas da Associação Brasileira de Preservação Ferroviária, que mantém o trecho entre os km 24 ao 35 operando o Trem da Serra da Mantiqueira em Passa Quatro e os km 80 ao 90, operando o Trem das Águas, que mantém viagens regulares de São Lourenço a Soledade de Minas. Atualmente, o trecho de São Sebastião do Rio Verde a São Lourenço (km 60 ao 80) encontram-se em restauração pela ABPF - Regional Sul de Minas e pretende-se utilizar para operação do Trem das Águas.
Além disso, o pátio ferroviário de Cruzeiro, onde a linha fazia conexão com a Estrada de Ferro Central do Brasil, ainda é operado no seu setor de bitola larga pela MRS e, parcialmente, no setor de bitola estreita onde a Regional Sul de Minas mantém suas oficinas de reparação pesada de locomotivas a vapor. Em 2019 a ABPF - Regional Sul de Minas iniciou extensas obras de recuperação do pátio ferrroviário como preparativos para recuperação do trecho ferroviário em Cruzeiro. 
No ano de 2019 a Prefeitura Municipal de São Sebastião do Rio Verde iniciou as obras de recuperação da ferrovia deste municipio até São Lourenço - MG.
Em 2020 foram iniciados os trabalhos para recuperação do trecho paulista da ferrovia, de Cruzeiro (km 0) até a divisa de estado, aproximadamente no km 25, incluindo o Túnel da Mantiqueira, trabalho sendo realizado pela ABPF - Regional Sul de Minas.
Os demais trechos da ferrovia se encontram em completo abandono, sendo que de Passa Quatro a São Sebastião do Rio Verde a superestrutura ainda se encontra em boas condições. Já de Soledade de Minas a Três Corações, se encontra abandonado, com exceção do pátio da estação de Três Corações que é usado pela FCA.